# European Research Centres on Mathematics
European Research Centres on Mathematics, in sigla ERCOM, è una commissione della European Mathematical Society (EMS) formata dai direttori dei centri e degli istituti di ricerca matematica europei.
Per il periodo 2002-2005 presidente di ERCOM è stato Manuel Castellet, del CRM spagnolo,
vicepresidente lo svedese Kjell-Ove Widman e responsabile nel Comitato esecutivo della EMS Sir John Kingman.
Per il periodo 2006-2008 presidente è Jan Karel Lenstra del Centrum voor Wiskunde en Informatica (CWI), Amsterdam. 
Entro ERCOM sono rappresentate le seguenti istituzioni:
- BC - Stefan Banach International Mathematical Center ((EN)  sito)
- CIM - Centro Internacional de Matemática ((EN)  sito)
- CIRM - Centre International de Rencontres Mathématiques ((FR, EN)  sito)
- CRM - Centre de Recerca Matemàtica ((CA, ES, EN)  sito)
- CRM - Centro di Ricerca Matematica Ennio De Giorgi ((EN)  sito Archiviato il 25 maggio 2014 in Internet Archive.)
- CWI - Centrum voor Wiskunde en Informatica ((EN)  sito)
- Eni - Emmy Noether Research Institute for Mathematics ((EN)  sito)
- ESI - Erwin Schrödinger International Institute for Mathematical Physics ((EN)  sito)
- EIMI - Euler International Mathematical Institute ((EN)  sito)
- EURANDOM - European Institute for Statistics, Probability and Operations Research ((EN)  sito)
- ICMS - International Centre for Mathematical Sciences ((EN)  sito Archiviato il 30 dicembre 2007 in Internet Archive.)
- ICTP - The Abdus Salam International Centre for Theoretical Physics ((EN)  sito)
- Institut des Hautes Études Scientifiques - Institut des Hautes Études Scientifiques ((FR, EN)  sito)
- IHP - Institut Henri Poincaré, Centre Emile Borel ((FR, EN)  sito)
- ML - Institut Mittag-Leffler ((EN)  sito)
- INdAM - Istituto Nazionale di Alta Matematica Francesco Severi ((IT, EN)  sito)
- NEWTON - Isaac Newton Institute for Mathematical Sciences ((EN)  sito)
- LC - Lorentz Center ((EN)  sito)
- MAPHYSTO - The Danish National Research Foundation: Network in Mathematical Physics and Stochastics ((EN)  sito)
- MFO - Mathematisches Forschungsinstitut Oberwolfach ((EN)  sito)
- MIS - Max Planck Institute for Mathematics in the Sciences ((EN)  sito)
- MPIM - Max-Planck-Institut for Mathematics ((EN)  sito)
- MRI - Mathematical Research Institute ((EN)  sito)
- STIELTJES - Thomas Stieltjes Institute for Mathematics ((EN)  sito)